# Valērijs Šabala
Valērijs Šabala (Riga, 12 oktober 1994) is een Lets voetballer die doorgaans speelt als spits. In januari 2024 verruilde hij B36 Tórshavn voor Chojniczanka Chojnice. Šabala debuteerde in 2013 in het Lets voetbalelftal.

## Clubcarrière
Šabala speelde in de jeugd voor de vertegenwoordigende elftallen van FK Daugava uit zijn geboorteplaats Riga. Op 15 oktober 2009 debuteerde de aanvaller in het eerste elftal, toen hij in het duel met JFK Ventspils (8–0 nederlaag) net na de rust in mocht vallen. Drie dagen later speelde hij opnieuw mee tijdens de wedstrijd tegen FC Tranzit. In het jaar 2010 speelde Šabala voor JFK Olimps. Zijn eerste doelpunt in de Virslīga scoorde hij op 23 april tegen Skonto FC. De spits was destijds pas 15 jaar en 193 dagen oud en daarmee werd hij de jongste doelpuntenmaker in de Virslīga en in de Europese competities. In 24 wedstrijden maakte Šabala dat seizoen negen doelpunten, wat resulteerde in een transfer naar Skonto FC. In het begin van 2013 leek de spits dicht bij een overgang naar CSKA Moskou, maar tot een daadwerkelijke transfer kwam het toen niet. Op 29 januari 2014 vertrok hij alsnog en tekende Šabala een contact bij Club Brugge tot juni 2018.
In het seizoen 2013/14 kwam hij weliswaar niet in actie bij Club Brugge. Šabala werd immers onmiddellijk tot het einde van het seizoen uitgeleend aan Skonto. Eigenlijk was dit in Letland de eerste helft van het seizoen 2014, want de competitie loopt daar van maart tot november. In het begin van het seizoen 2014/15 besliste Club Brugge om de spits opnieuw een half jaar uit te lenen, ditmaal aan de Cypriotische ploeg Anorthosis Famagusta. Daar mocht hij weliswaar maar in 4 matchen kort invallen, waarin hij niet wist te scoren. In januari 2015 haalde Brugge hem terug en werd hij opnieuw voor een korte periode aan een andere ploeg uitgeleend. Tot juni 2015 was hij op huurbasis actief bij het Tsjechische Baumit Jablonec, waar hij elf duels speelde en twee doelpunten kon maken. Deze twee doelpunten maakte Šabala allebei in zijn debuutwedstrijd. Later verhuurde Club Brugge de aanvaller nog aan Miedź Legnica, 1. FK Příbram, FC DAC 1904 en Riga FC. Hierna was hij Polen actief voor Podbeskidzie en Miedź Legnica, alvorens hij verkaste naar Sūduva Marijampolė. In 2021 speelde hij voor achtereenvolgens Viitorul Constanța, GKS Bełchatów en FK Liepāja. In maart 2022 ging hij spelen voor KÍ Klaksvík. Een jaar later verkaste hij binnen Faeröer naar B36 Tórshavn. Chojniczanka Chojnice werd in januari 2024 zijn nieuwe club.

## Interlandcarrière
Šabala maakte zijn debuut in het Lets voetbalelftal op 24 mei 2013, toen met 3–1 werd gewonnen van Qatar. De aanvaller begon in de basis en werd een kwartier voor tijd gewisseld. Vier dagen later, op 28 mei, maakte hij zijn eerste en tweede interlanddoelpunt tegen Turkije. In deze interland (3–3 eindstand) scoorde Šabala in de tweede helft de 3–2 en de 3–3. In september 2014 startte hij als basisspeler voor Letland in het kwalificatietoernooi voor het Europees kampioenschap voetbal 2016. In de derde wedstrijd, op 13 oktober tegen Turkije, maakte hij het enige Lets doelpunt (1–1), wat Letland een punt opleverde. Šabala deed op 3 september 2015 in Turkije exact hetzelfde – door een doelpunt van hem in de blessuretijd eindigde de wedstrijd opnieuw in 1–1.

## Erelijst
| Competitie     |        |         |        |        |
| Competitie     | Aantal | Jaren   |        |        |
| Skonto         | Skonto | Skonto  | Skonto | Skonto |
| -------------- | ------ | ------- | ------ | ------ |
| Latvijas Kauss | 1      | 2011/12 |        |        |
| KÍ Klaksvík    |        |         |        |        |
| Løgmanssteypið | 1      | 2021/22 |        |        |